# Малая Мошля
Малая Мошля — река в России, протекает в Башмаковском и Белинском Пензенской области. Устье реки находится в 12 км по левому берегу реки Шумика. По данным карт, Малая Мошля сливаясь с Каменкой образует Шумику. Длина реки составляет 15 км, площадь водосборного бассейна 95,2 км².

## Данные водного реестра
По данным государственного водного реестра России относится к Донскому бассейновому округу, водохозяйственный участок реки — Ворона, речной подбассейн реки — Хопер. Речной бассейн реки — Дон (российская часть бассейна).
Код объекта в государственном водном реестре — 05010200212107000006434.